# Kobe Vleminckx
Kobe Vleminckx (* 31. Mai 1998  in Westerlo) ist ein belgischer Leichtathlet, der sich auf den Sprint spezialisiert hat.

## Sportliche Laufbahn
Erste internationale Erfahrungen sammelte Kobe Vleminckx im Jahr 2017, als er bei den U20-Europameisterschaften in Grosseto mit der belgischen 4-mal-100-Meter-Staffel in 40,82 s den achten Platz belegte. 2019 gewann er bei den U23-Europameisterschaften in Gävle in 21,04 s die Silbermedaille hinter dem Briten Shemar Boldizsar und sicherte sich mit der Staffel in 39,77 s die Bronzemedaille hinter den Teams aus Deutschland und Frankreich. 2021 startete er bei den Halleneuropameisterschaften in Toruń im 60-Meter-Lauf und schied dort mit 6,68 s im Halbfinale aus. Im Jahr darauf schied er bei den Europameisterschaften in München mit 10,34 s im Semifinale über 100 Meter aus und belegte mit der Staffel in 39,01 s den sechsten Platz. 2023 wurde er bei der 1. Liga der Team-Europameisterschaft im Rahmen der Europaspiele in Chorzów in 10,51 s Achter im A-Lauf über 100 Meter und gelangte mit der Staffel mit 39,41 s auf Rang fünf im B-Lauf. Bei den World Athletics Relays 2024 auf den Bahamas verpasste er die Direktqualifikation über 4-mal 100 Meter für die Olympischen Spiele in Paris, ehe er bei den Europameisterschaften in Rom in 38,65 s den vierten Platz belegte.
In den Jahren von 2019 bis 2023 wurde Vleminckx belgischer Meister im 100-Meter-Lauf sowie 2020 und 2024 Hallenmeister über 60 Meter.

## Persönliche Bestleistungen
- 100 Meter: 10,23 s (+0,2 m/s), 9. Juni 2023 in Paris
  - 60 Meter (Halle): 6,63 s, 20. Januar 2024 in Dortmund
- 200 Meter: 20,61 s (+0,1 m/s), 30. Juni 2024 in Brüssel
  - 200 Meter (Halle): 21,96 s, 27. Februar 2016 in Gent